# KkStB-Tenderreihe 8
| KFNB Tenderreihe H 2 / KRB TR I / MSCB 1–14, 27–29 / kkStB Tenderreihe 8 | KFNB Tenderreihe H 2 / KRB TR I / MSCB 1–14, 27–29 / kkStB Tenderreihe 8 | KFNB Tenderreihe H 2 / KRB TR I / MSCB 1–14, 27–29 / kkStB Tenderreihe 8 | KFNB Tenderreihe H 2 / KRB TR I / MSCB 1–14, 27–29 / kkStB Tenderreihe 8 | KFNB Tenderreihe H 2 / KRB TR I / MSCB 1–14, 27–29 / kkStB Tenderreihe 8 | KFNB Tenderreihe H 2 / KRB TR I / MSCB 1–14, 27–29 / kkStB Tenderreihe 8 |
| ------------------------------------------------------------------------ | ------------------------------------------------------------------------ | ------------------------------------------------------------------------ | ------------------------------------------------------------------------ | ------------------------------------------------------------------------ | ------------------------------------------------------------------------ |
|                                                                          |                                                                          |                                                                          |                                                                          |                                                                          |                                                                          |
| Technische Daten                                                         |                                                                          |                                                                          |                                                                          |                                                                          |                                                                          |
|                                                                          | 8.01–07                                                                  | 8.08–21                                                                  | 8.22–66, 79–90, 100–114                                                  | 8.67–78, 91–95, 99, 115–118                                              | 8.96–98                                                                  |
|                                                                          | KRB TR I                                                                 | MSCB                                                                     | KFNB H 2                                                                 | KFNB H 2                                                                 | MSCB                                                                     |
| Anzahl der Achsen                                                        | 2                                                                        | 2                                                                        | 2                                                                        | 2                                                                        | 2                                                                        |
| Baujahr                                                                  | 1871–1892                                                                | 1871–1892                                                                | 1871–1892                                                                | 1871–1892                                                                | 1871–1892                                                                |
| Stückzahl                                                                | 118                                                                      | 118                                                                      | 118                                                                      | 118                                                                      | 118                                                                      |
| Radstand                                                                 | 2840 mm                                                                  | 2840 mm                                                                  | 2840 mm                                                                  | 2840 mm                                                                  | 2840 mm                                                                  |
| Laufrad-Ø                                                                | 970 mm                                                                   | 970 mm                                                                   | 970 mm                                                                   | 970 mm                                                                   | 970 mm                                                                   |
| LüP                                                                      | 5650 mm                                                                  | 5650 mm                                                                  | 5650 mm                                                                  | 5650 mm                                                                  | 5650 mm                                                                  |
| Wasser                                                                   | 10,2 m³                                                                  | 9,5 m³                                                                   | 9,5 m³                                                                   | 9,0 m³                                                                   | 10,0 m³                                                                  |
| Kohle                                                                    | 7,5 m³                                                                   | 6,5 m³                                                                   | 6,4 m³                                                                   | 6,4 m³                                                                   | 6,5 m³                                                                   |
| Leergewicht                                                              | 11,5 t                                                                   | 10,5 t                                                                   | 11,0 t                                                                   | 12,0 t                                                                   | 10,5 t                                                                   |
| Dienstgewicht                                                            | 26,5 t                                                                   | 24,0 t                                                                   | 25,6 t                                                                   | 26,1 t                                                                   | 25,0 t                                                                   |
| gekuppelt mit Lokomotiven                                                | s. Text                                                                  | 54.50–63                                                                 | 149, 51                                                                  | 149, 51                                                                  | 103.01–08                                                                |

Die kkStB Tenderreihe 8 war eine Schlepptenderreihe der kkStB, deren Tender ursprünglich von der Kaiser Ferdinands-Nordbahn (KFNB), von der Kronprinz Rudolfsbahn (KRB) und von der Mährisch-Schlesischen Centralbahn (MSCB) stammten.
Die KFNB beschaffte diese Tender ab 1871 von der Lokomotivfabrik der StEG, von der Lokomotivfabrik Floridsdorf und von der Wiener Neustädter Lokomotivfabrik.
1872/73 reihte sich die MSCB mit 14 Stück von Floridsdorf ein, denen 1891/92 drei weitere vom selben Lieferanten folgten. 1873 bekam die KRB sechs Stück ebenfalls von Floridsdorf, denen 1877 noch ein Exemplar folgte.
Nach der Verstaatlichung dieser Privatbahnen reihte die kkStB die Tender als Reihe 8 ein. Das genaue Nummernverzeichnis kann der Tabelle entnommen werden.
Die KFNB-Tender blieben den ehemaligen Nordbahnreihen 149 und 51 zugewiesen. Gleiches galt für die MSCB-Tender, die mit den Reihen 54.50–63 und 103 gekuppelt blieben. Die ehemaligen KRB-Tender hingegen durften recht freizügig mit folgenden Reihen eingesetzt werden: 2, 4, 7, 12, 21, 122, 28, 33, 47, 48, 50, 52, 54, 56, 59, 70, 73 und 76.